# Julestuen
Julestuen er en komedie skrevet af Ludvig Holberg og udgivet i 1724, oprindeligt under titlen Jule-Stue – Comoedie udi een Act.
Komedien handler om en sur husbond, Jeronimus, der ikke vil have, at der holdes julestue i hans hus, da han finder skikken usmagelig og uanstændig. Jeronimus' søster, Magdalone, forsøger længe at overtale ham, men det er først da skolemesteren forklarer Jeronimus, at "Grundvolden af den naturlige Lov er, at et hvert Menneske saa vidt det staaer til ham, maa holde ved lige Samqvem og Foreening", at Jeronimus i sidste ende må give tabt og sige ja til at holde julestue.